# Cesarica Džito
Cesarica Džito (持統天皇 Džito-teno, 645 – 13. januar 703) je bila 41. japonska cesarica v skladu s tradicionalnim dednim nasledstvom. Džito je vladala med leti 686 in 697.
V japonski zgodovini je bila Džito tretja od osmih žensk, ki so zasedle položaj cesarice regentke. Edini dokazani ženski monarhinji pred Džito sta bili cesarici Suiko in Kogjoku/Saimei. Po njej so sledile Genmei, Genšo, Koken/Šotoku, Meišo in Go-Sakuramači.

## Tradicionalna zgodba
Cesarica Džito je bila hčerka cesarja Tendžija. Njena mati je bila Oči-no-Iracume, hčerka ministra O-omi Soga no Jamada-no Išikava Mara. Bila je žena cesarja Tenmuja, ki je bil Tendžijev polbrat po drugi materi, in tudi njegova naslednica na prestolu. Cesaričino rojstno ime je bilo Unonosarara ali Unonosasara (鸕野讚良) ali Uno.

### Dogodki tekom vladavine cesarice Džito
Po soprogovi smrti je Džito prevzela vodenje dvorne uprave. Prestol je zasedla leta 687, da bi sinu Kusakabe-šinnoju zagotovila nasledstvo. V tem času je vladala iz palače Fudživara v Jamatu. Leta 689 je prepovedala namizno igro Sugoroku. Leta 690 je na svojem ustoličenju izvedla poseben ritual in leta 692 proti priporočilom ministra Miva-no-Asono-Takečimara odpotovala v Ise.
Princ Kusakabe je bil imenovan za prestolonaslednika, a je zelo mlad umrl. Kusakabeiev sin, Karu-no-o, je zato postal naslednik, znan kot cesar Monmu.
Cesarica Džito je vladala 11 let. Čeprav je bilo še sedem drugih cesaric, so bili nasledniki navadno izbrani iz moške strani družine. Nekateri konzervativni učenjaki trdijo, da so bile ženske na prestolu samo začasne vladarice, zaradi česar je potrebno tudi v 21. stoletju vzdrževati moško nasledstvo. Cesarica Genmei, ki jo je nasledila hčerka, cesarica Genšo, ostaja edina izjema proti tem argumentu.
Leta 697 je abdicirala v korist Monmuju in kot upokojena vladarica pridobila naziv daidžo-teno. Kasneje so vsi upokojeni cesarji prejeli ta naziv.
Džito je obdrzala moč preko "samostanske vladavine - insei", kar se je ohranilo kot trend v japonski politiki.
Dejanski kraj cesaričinega groba je znan. Tradicionalno jo častijo v spominskem šintoističnem svetišču (misasagi) v Osaki. Cesarska hiša je posvetila to lokacijo kot njen mavzolej. Uradno se imenuje Oči-no-Okanoe no misasagi.

### Kugjo
Kugjo (公卿) je skupni izraz za peščico najbolj močnih moških, delujočih na dvoru japonskega cesarja v času pred obdobjem Meidži.
Večino časa so to elitno skupino sestavljali samo trije ali štirje možje naenkrat. Njihovo družinsko ozadje in izkušnje so jih pripeljale do vrha družbe. V času vladavine cesarice Džito so organ Daidžo-kan sestavljaliː
- Daidžo-daidžin, Takeči-šino (3. sin cesarja Tenmuja)
- Sadaidžin ("Minister na levi")
- Udaidžin ("Minister na desni")
- Naidaidžin ("Minister na sredini")

## Obdobje brez beleženjanengo
Leta vladavine cesarice Džito strokovnjaki ne povezujejo z nobeno ero - nengo. Novosti, ki so jih prinesle reforme Taika, med njimi tudi imenovanje obdobjih, so do vladavine cesarja Monmuja izginjale. Šele z letom 701 je razglasil novo obdobje - Taiho.
- Glejte obdobje Džito (687-697).

V tem kontekstu nudi prevod Gukanšoja razlago o letih vladavine cesarice Džito, kar zmede občutek jasnosti v časovnem okviru pred obdobjem Taiho:
"Obdobji, ki padeta v to vladavin, sta: (1) preostalih sedem let Šučoja [(686+7=692?)]; in (2) obdobje Taika, ki je trajalo štiri leta [695-698]. (Prvo leto v tem obdobju je bilo kinoto-hicudži [695].) ... V tretjem letu obdobja Taiko [697] je cesarica Džito prepustila prestol kronskemu princu."

## Poezija

### Man'jošupoezija
Zbirka Man'jošu vsebuje pesem, ki naj bi jo sestavila Džito:
Po smrti cesarja Tenmuja
O, jesensko listje na hribu Kamioka!
Moj dobri Gospod in vladar
bi ga videl v večernih urah
in zjutraj spraševal po njem.
Na tistem istem hribu od daleč
zrem in se sprašujem,
če ga vidi na ta dan,
ali jutri vpraša zanj.
Zvečer čutim žalost,
zjutraj pa bridkost, ki para srce –
grobi rokavi moje halje
niso niti za trenutek suhi.
Sestavljena, ko se je cesarica povzpela na Nevihtni hrib
Lo, naša velika vladarica, boginja,
se mudi pri grmenju
v oblakih nebes.

### Hjakunin Iššupoezija
Eno od pesmi, pripisano cesarici Džito je Fudživara no Teika vključil v popularno antologijo Hjakunin Iššu.
| Pomlad je minila in poletje spet je tu, saj so svileno bele halje raztegnjene in se suše na gori Kagujama. | 春過ぎて(Haru sugite) 夏来にけらし (Nacu ki ni keraši) 白妙の(Širotae no) 衣干すてふ(Koromo hosu čo) 天の香具山(Ama no Kagujama) |